# 北海道道1009号長沼南幌線
北海道道1009号長沼南幌線（ほっかいどうどう1009ごう ながぬまなんぽろせん）は、北海道夕張郡長沼町と空知郡南幌町を結ぶ一般道道（北海道道）である。

## 概要

### 路線データ
- 起点：北海道夕張郡長沼町東2線北（北海道道45号恵庭栗山線交点）
- 終点：北海道空知郡南幌町元町1丁目（北海道道274号栗沢南幌線交点）
- 路線延長：7.5km（総延長）

## 歴史
- 1982年（昭和57年）3月31日  路線認定[1]。

## 路線状況

### 重複区間
- 南幌町美園4丁目 - 南幌町南15線西（北海道道1080号栗山北広島線）

## 地理

### 通過する自治体
- 空知総合振興局
  - 夕張郡長沼町
  - 空知郡南幌町

### 交差する道路
長沼町
- 北海道道45号恵庭栗山線 - 東2線北（起点）

南幌町
- 北海道道1080号栗山北広島線 - 美園4丁目 - 南15線西（重複）
- 国道337号 - 美園4丁目
- 北海道道274号栗沢南幌線 - 元町1丁目（終点）

### 沿線にある施設など
南幌町
- 南幌養護学校 - 緑町5丁目1-1